# Tōkyū Dentetsu
Die Tōkyū Dentetsu (jap. 東急電鉄; engl. Tokyu Railways), kurz als Tōkyū (東急) bekannt, ist eine japanische Bahngesellschaft mit Sitz in Shibuya in der Präfektur Tokio. Der Name ist eine Kurzform von Tōkyō Kyūkō Dentetsu Kabushiki-gaisha (東京急行電鉄株式会社), was übersetzt „Elektrische Tokio-Expresseisenbahn-Aktiengesellschaft“ lautet. Sie ist das Kernunternehmen der aus über 230 Unternehmen bestehenden Tokyu Group, die unter anderem in den Bereichen Verkehr, Immobilien, Einzelhandel, Freizeit und Kultur tätig sind. Das Unternehmen ist unter der Nummer 9005 an der Tokioter Börse notiert und im Nikkei 225 gelistet. Das in den Präfekturen Tokio und Kanagawa liegende Streckennetz umfasst sieben Linien mit einer Gesamtlänge von 99,5 km. Die wichtigste Verbindung ist die Tōyoko-Linie zwischen den Millionenstädten Tokio und Yokohama.

## Streckennetz

Streckennetz

Die Tōkyū Dentetsu betreibt ein 99,5 Kilometer langes Eisenbahnnetz im Süden des Großraums Tokio. Es besteht aus sieben Linien:
| Name der Linie    | Strecke                     | Länge | Eröffnung |
| ----------------- | --------------------------- | ----- | --------- |
| Tōyoko-Linie      | Shibuya – Yokohama          | 24,2  | 1926      |
| Meguro-Linie      | Meguro – Hiyoshi            | 11,9  | 1923      |
| Den’entoshi-Linie | Shibuya – Chūō-Rinkan       | 31,5  | 1907      |
| Ōimachi-Linie     | Ōimachi – Mizonokuchi       | 10,4  | 1927      |
| Ikegami-Linie     | Gotanda – Kamata            | 10,9  | 1922      |
| Setagaya-Linie    | Sangen-Jaya – Shimo-Takaido | 5,0   | 1925      |
| Tamagawa-Linie    | Kamata – Tamagawa           | 5,6   | 2000      |

Außerdem übernimmt die Tōkyū Dentetsu die Betriebsführung auf zwei Strecken der Yokohama Kōsoku Tetsudō:
| Name der Linie     | Strecke                       | Länge | Eröffnung |
| ------------------ | ----------------------------- | ----- | --------- |
| Minatomirai-Linie  | Yokohama – Motomachi-Chūkagai | 4,1   | 1967      |
| Kodomonokuni-Linie | Nagatsuta – Kodomonokuni      | 3,4   | 2004      |

Bis auf eine sind alle Strecken in Kapspur (1067 mm) ausgeführt. Ausnahme ist die Setagaya-Linie mit einer Spurweite von 1372 mm, die rechtlich als Straßenbahn klassifiziert ist.
Wie auch bei anderen Bahngesellschaften im Großraum Tokio besteht bei mehreren Tōkyū-Bahnlinien eine Durchbindung zum Streckennetz der U-Bahn Tokio. Die Tōyoko-Linie ist mit der Fukutoshin-Linie verbunden, die Meguro-Linie mit der Namboku-Linie und die Den’entoshi-Linie mit der Hanzōmon-Linie. Außerdem ist die Tōyoko-Linie in Yokohama mit der Minatomirai-Linie verbunden.

## Zugangebot
Die Tōkyū Dentetsu bietet eine breite Palette an Schnell- und Eilzügen im dichten Takt an, insbesondere auf den beiden in Shibuya beginnenden Linien. Auf der Tōyoko-Linie gibt es fünf Zuggattungen: Nahverkehrszüge mit Halt an allen Bahnhöfen sowie Kyūkō (engl. Express), Tsūkin-tokkyū (Commuter Limited Express), Tokkyū (F Liner) und S-Train, die eine unterschiedliche Zahl an Zwischenhalten auslassen. Auf der Den’entoshi-Linie kommen zu den Nahverkehrszügen auch Junkyū (engl. Semi-Express) und Kyūkō hinzu. Auch auf der Meguro-Linie und auf der Ōimachi-Linie verkehren Kyūkō-Züge, während die übrigen Linien ausschließlich von Nahverkehrszügen bedient werden.

## Fuhrpark

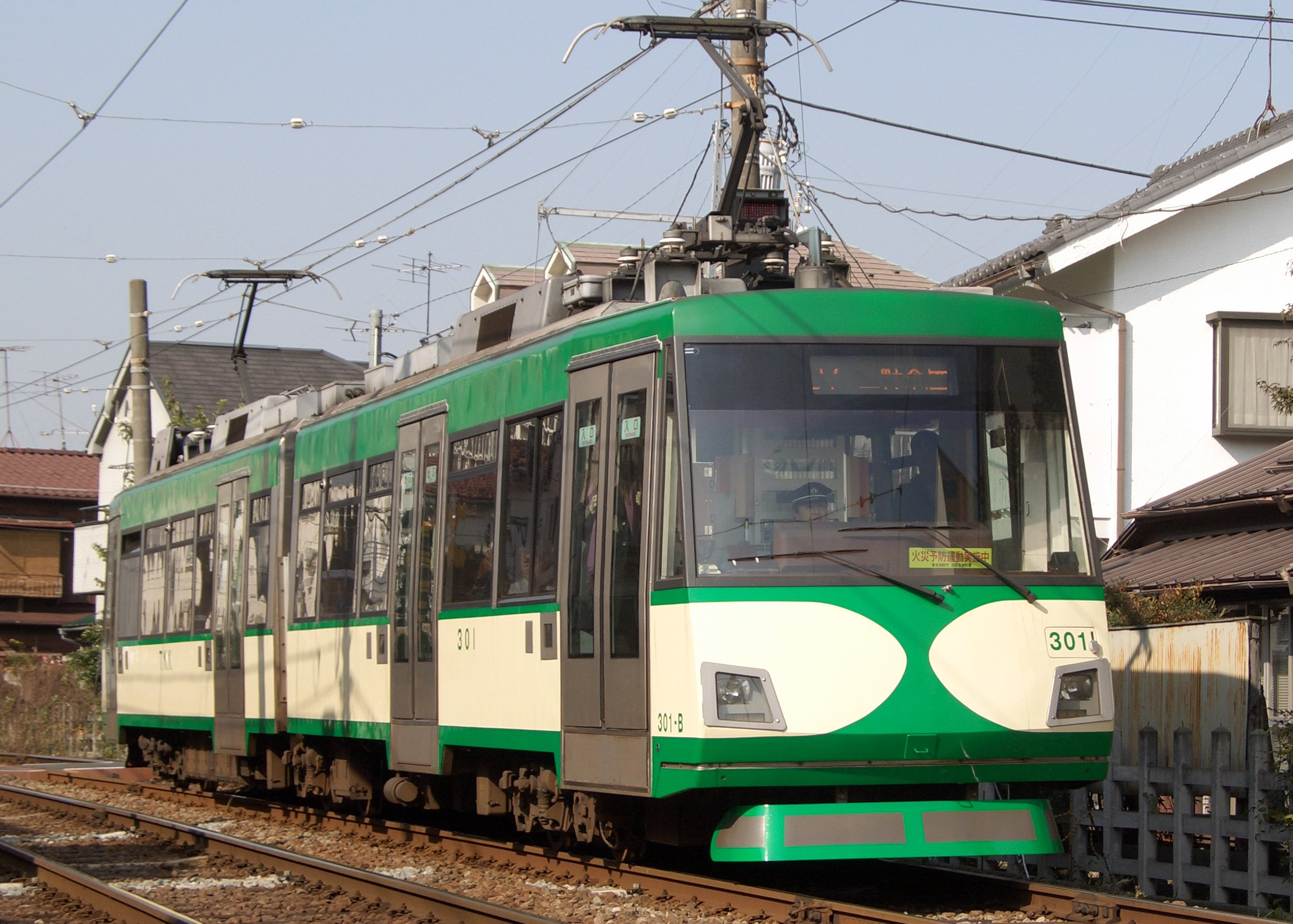
Baureihe 300

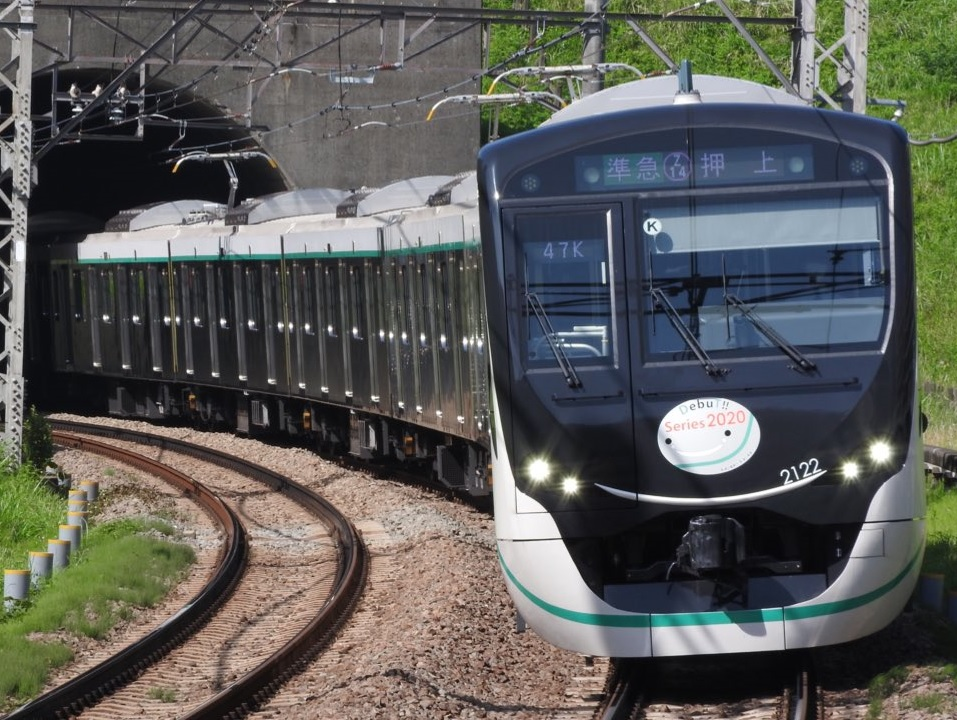
Baureihe 2020

Auf dem Streckennetz von Tōkyū Dentetsu sind zurzeit (2020) Züge folgender Baureihen im Einsatz.
- Baureihe 300 (nur Setagaya-Linie)
- Baureihe 1000
- Baureihe 1500
- Baureihe 2000
- Baureihe 3000
- Baureihe 3020
- Baureihe 4000
- Baureihe 5000
- Baureihe 5050
- Baureihe 5080
- Baureihe 6000
- Baureihe 7000
- Baureihe 7500
- Baureihe 8500
- Baureihe 9000

## Logo

Früheres Abzeichen

Das heute verwendete Unternehmenslogo wurde im Mai 1973 anlässlich des 50. Jahrestages der Gründung eingeführt und ist auch das Symbol der gesamten Unternehmensgruppe. Die Ellipse im Zentrum symbolisiert die Erde und soll den Anspruch verdeutlichen, dass die Gruppe eine globale Ausrichtung hat. Das weiße Zeichen mit den drei elliptisch geformten Enden steht für den Buchstaben T in Tōkyū. Darüber hinaus umgeben drei Bögen die Ellipse an ihrer unteren Seite. Zusammen stehen sie für die vier Hauptaktivitäten der Unternehmensgruppe; ebenso sollen sie verdeutlichen, dass diese Geschäftsbereiche ewig wachsen werden. Viele der angeschlossenen Unternehmen verwenden eine Variante dieses Logos, die oben die englischsprachige Bezeichnung in lateinischen Großbuchstaben aufweist. Je nach Branche unterscheidet sich die Farbe (rot für Bahnverkehr, orange für übrige Verkehrsbetriebe, grün für Immobilien, blau für Einzelhandel sowie gelb für Freizeit und Tourismus). Das Logo für die gesamte Unternehmensgruppe ist in roter Farbe und enthält den Schriftzug TOKYU CORPORATION.
Von 1943 bis 1989 verwendete das Unternehmen ein von Sugiura Hisui entworfenes Abzeichen, das einem traditionellen Mon-Emblem nachempfunden ist. Der Schienenquerschnitt innerhalb des Kreises und die Flügel auf beiden Seiten sollen einen Entwicklungssprung des Unternehmens darstellen. An einzelnen Orten wie z. B. auf Schachtdeckeln oder Straßenmarkierungen ist das alte Abzeichen heute noch zu sehen.

## Unternehmensgruppe
Die Tōkyū Dentetsu ist der Kern der Tokyu Group, einer aus über 230 Unternehmen bestehenden Holding. Dazu gehören im Verkehrsbereich die Bahnunternehmen Izu Kyūkō (mit der Izu-Kyūkō-Linie) und Ueda Dentetsu (mit der Bessho-Linie) sowie Busbetriebe in den Präfekturen Tokio, Kanagawa, Hokkaidō und Nagano. Hinzu kommen weitere Unternehmen unter anderem in den Bereichen Immobilienhandel, Bauwirtschaft, Einzelhandel, Freizeit, Gesundheit, Kultur und Tourismus.
Zu den wichtigsten Anteilseignern der Tōkyū Dentetsu gehörten am 31. März 2020 folgende Unternehmen: The Master Trust Bank of Japan (7,06 %), Nippon Trustee Service Shintaku Ginkō (6,36 %), Dai-ichi Seimei Hoken (5,98 %), Nihon Seimei Hoken (3,89 %), Sumitomo Mitsui Shintaku Ginkō (3,70 %), Mitsubishi UFJ Trust and Banking Corporation (1,66 %), Mizuho Bank (1,64 %), Mitsubishi Tōkyō UFJ Ginkō (1,63 %) und Taiyo Life Insurance (1,58 %).

## Geschichte

### Vorgängergesellschaften
Am Anfang der Entwicklung stand das am 2. September 1918 von Eiichi Shibusawa gegründete Immobilienunternehmen Den’en toshi (田園都市, „Gartenstadt“). Es strebte an, in der damals noch ländlich geprägten Region zwischen Tokio und Yokohama neue Vorstädte zu entwickeln, die dem Ideal der von Ebenezer Howard initiierten Gartenstadtbewegung entsprachen. Für die Erschließung der zu errichtenden Wohngebiete war eine elektrifizierte Eisenbahnverbindung nach Tokio unabdingbar. Aus diesem Grund wurde am 2. September 1922 als Ableger von Den’en toshi die Bahngesellschaft Meguro Kamata Dentetsu (目黒蒲田電鉄, „Elektrische Eisenbahn Meguro–Kamata“) gegründet. Sie besaß ein Aktienkapital von 3,5 Millionen Yen und stand unter der Leitung des Managers Keita Gotō. Der Bau der Strecke von Meguro über Tamagawa nach Kamata (heutige Meguro-Linie und Tamagawa-Linie) hatte bereits Ende März 1922 begonnen, zumal die Den’en toshi knapp zwei Jahre zuvor von einem mittlerweile aufgelösten Konsortium die entsprechende Konzession übernommen hatte. 1923 ging die Strecke in zwei Etappen in Betrieb.
Die Musashi Denki Tetsudō (武蔵電気鉄道) hatte seit 1910 mehrere erfolglose Versuche unternommen, die Finanzierung einer weiteren elektrischen Vorortsbahn zwischen Tokio und Yokohama sicherzustellen. Gotō leitete dieses Unternehmen ab 1920 ebenfalls. Es benannte sich am 25. Oktober 1924 in Tōkyō Yokohama Dentetsu (東京横浜電鉄) um und erhielt im darauf folgenden Monat die erforderliche Baugenehmigung. 1926 erfolgte die Eröffnung des ersten Abschnitts der Tōyoko-Linie, die ein Jahr später vollendet war. Beide Gesellschaften pflegten von Anfang an eine enge betriebliche Kooperation. Zusätzlich eröffnete die Meguro Kamata Dentetsu 1927 den ersten Abschnitt der Ōimachi-Linie.
Das Große Kantō-Erdbeben am 1. September 1923 hatte in Tokio selbst katastrophale Schäden verursacht, während die entstehenden Gartenstadtsiedlungen und die dorthin führenden Bahnstrecken kaum betroffen waren. Gotō sah darin eine Chance zum weiteren Ausbau seiner Unternehmen. 1924 überzeugte er die Technische Universität Tokio, ihren neuen Campus an den Stadtrand zu verlegen. Auf diese Weise konnte das Fahrgastaufkommen weiter gesteigert und die Abhängigkeit vom reinen Pendlerverkehr verringert werden. In den Jahren darauf folgten weitere Hochschulen und Institute diesem Beispiel, beispielsweise die Keiō-Universität oder die Gakugei-Universität. Gotō ließ sich auch durch Ichizō Kobayashi, dem Vorsitzenden der Hankyū Dentetsu im Großraum Osaka, inspirieren. Er strebte danach, durch vertikale Integration die Wertschöpfungskette der Bahnstrecken weiter auszubauen, indem er neue Kundenbedürfnisse generierte. Zu diesem Zweck entstanden Kaufhäuser an den Streckenenden und verschiedene Freizeiteinrichtungen.

### Fusionen
Beide Bahngesellschaften verfolgten eine aggressive Expansionsstrategie. Die Meguro Kamata Dentetsu übernahm am 5. Mai 1928 ihre ursprüngliche Muttergesellschaft Den’en toshi. Am 1. Oktober 1934 folgte die Übernahme der Bahngesellschaft Ikegami Denki Tetsudō, die seit 1922 die Ikegami-Linie betrieb und seit 1933 ebenfalls von Gotō geführt wurde. Seit 1934 stellte die Tōkyō Yokohama Dentetsu das Management der Tamagawa Denki Tetsudō, die seit 1907 einen Teil der heutigen Den’entoshi-Linie und seit 1925 die Setagaya-Linie betrieb. Diese Bahngesellschaft ging am 1. April 1938 ganz in der Tōkyō Yokohama Dentetsu auf.
Nach Ausbruch des Pazifikkriegs strebte die japanische Regierung danach, durch Zusammenlegung des Managements die Effizienz kleinerer privater Verkehrsunternehmen zu steigern. Zu diesem Zweck erließ sie 1938 das „Gesetz zur Koordination von Landverkehrsunternehmen“, was es ihr ermöglichte, insbesondere in den Ballungsräumen Fusionen zu größeren Einheiten anzuordnen. Auf diese Weise gelangte die Enoshima Dentetsu am 20. Oktober 1938 ebenfalls in den Besitz der Tōkyō Yokohama Dentetsu. Die Meguro Kamata Dentetsu wiederum ging am 1. Oktober 1939 ebenfalls in der Tōkyō Yokohama Dentetsu auf. Im selben Jahr stieg das vergrößerte Unternehmen ins Busgeschäft ein.
Nachdem sich der Hauptaktionär der Odakyū Dentetsu bei Bergbaugeschäften verspekuliert hatte und zurücktreten musste, trat Gotō im September 1941 an dessen Stelle. Unter Ausnützung des Koordinationsgesetzes von 1938 strebte er nun danach, alle privaten Bahngesellschaften im Südwesten des Tokioter Ballungsraumes unter einem Dach zu vereinen. So gingen die Odakyū Dentetsu, die Tōkyō Yokohama Dentetsu (nun Tōkyū Dentetsu genannt) und die Keikyū am 1. Mai 1942 im Daitōkyū-Konglomerat auf, am 31. Mai 1944 auch die Keiō Dentetsu. Das Konglomerat kontrollierte ein Streckennetz von rund 320 km Länge. Im Februar 1944 trat Gotō zurück, nachdem er zum Minister für Verkehr und Kommunikation ernannt worden war. Am 15. März 1947 machte sich die Enoshima Dentetsu wieder selbständig.

### Aufspaltung und weitere Entwicklung

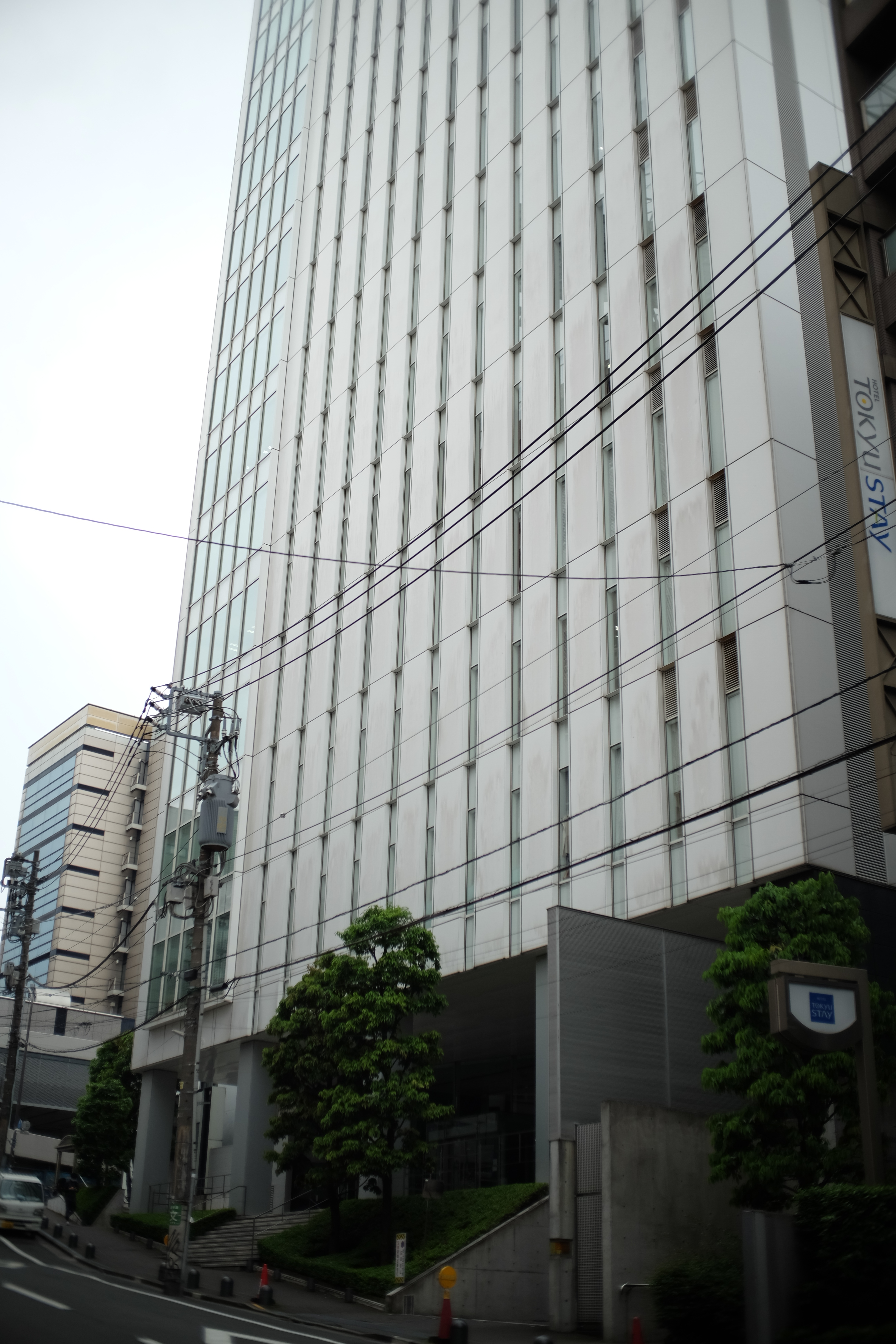
Shibuya First Place, Hauptsitz der Tokyu Group

Nach Kriegsende verfolgten das GHQ und das Kabinett Katayama das Ziel, mächtige Zaibatsu zu zerschlagen. Das Daitōkyū-Konglomerat war eigentlich davon ausgenommen, war aber finanziell sehr angeschlagen. Die Aktionäre hielten am 26. November 1947 eine außerordentliche Versammlung ab und beschlossen die Selbstauflösung durch Ausgründungen. Auf diese Weise machten sich die Keiō Dentetsu, die Odakyū Dentetsu und die Keikyū Dentetsu am 1. Juni 1948 wieder selbstständig. Seit dem 16. Mai 1949 ist die Tōkyū Dentetsu an der Tokioter Börse gelistet. 1951 kehrte Keita Gotō ins Unternehmen zurück und führte bis eine grundlegende Neustrukturierung durch, welche die Basis für die spätere Diversifizierung legte.
1953 begann die Planung der Tama-Gartenstadt. Um diese zu erschließen, wurde die Den’entoshi-Linie in mehreren Etappen um mehr als das Dreifache ihrer ursprünglichen Länge erweitert und erreichte 1984 die vorläufige Endstation Chūō-Rinkan. Eine neu gegründete Tochtergesellschaft namens Izu Kyūkō baute die Izu-Kyūkō-Linie auf der touristisch bedeutenden Izu-Halbinsel und nahm sie 1961 in Betrieb. 1991 wurden die durch eine Abteilung von Tōkyū Dentetsu betriebenen Buslinien an die neu gegründete Gesellschaft Tōkyū Bus ausgelagert.
1959 hatte Gotōs Sohn Noboru die Leitung der Unternehmensgruppe übernommen und hatte sie bis 1989 inne. Die einzelnen Konzernteile erlangten in der Zwischenzeit große unternehmerische Eigenständigkeit und begannen, von sich aus zu expandieren. Zuletzt umfasste die Gruppe mehr als 500 Unternehmen, die überwiegend nicht zu sinnvollen Einheiten zusammengefasst waren und sich zum Teil sogar gegenseitig Konkurrenz machten. Nach dem Platzen der Bubble Economy Mitte der 1990er Jahre erwies sich die Größe als Nachteil und hohe Schuldzinsen belasteten das Konzernergebnis. Um Synergien zu nutzen und die zahlreichen Doppelspurigkeiten abzubauen, begann 1998 ein umfangreiches Restrukturierungsprogramm. Daraufhin wurden etliche Unternehmen verkauft oder in die Selbstständigkeit entlassen. Obwohl sich die Gesamtzahl der Unternehmen in der Folge mehr als halbierte, verbesserte sich die wirtschaftliche Gesamtsituation des Konzerns markant.